# Bonaspeia dieti
Bonaspeia dieti är en insektsart som beskrevs av Davies 1987. Bonaspeia dieti ingår i släktet Bonaspeia och familjen dvärgstritar. Inga underarter finns listade i Catalogue of Life.